# Gauntlet Legends
Gauntlet Legends is een videospel dat werd ontwikkeld en uitgegeven door Atari Games. Het spel kwam in 1998 uit als arcadespel. Later volgde ook verschillende versies voor homecomputers. Het spel wordt isometrisch met bovenaanzicht weergegeven.
De  corrupte magiër Garm roept eeuwen geleden met de Runestones de demoon Skorne op. Hij wordt door deze demoon aangevallen en opgesloten in de onderwereld. De Runestones worden door de demoon verspreid over verschillende werelden om zijn macht te waarborgen. De bedoeling van het spel is deze Runestones terug te vinden en de demoon te verslaan. om 
Het spel kan met een of vier spelers simultaan gespeeld worden.

## Platforms
| jaar | platform                    |
| ---- | --------------------------- |
| 1998 | Arcade                      |
| 1999 | Nintendo 64                 |
| 2000 | Sega Dreamcast, PlayStation |

## Ontvangst
| Beoordeeld door | Platform       | Jaar | Score |
| --------------- | -------------- | ---- | ----- |
| Gaming Age      | Sega Dreamcast | 2000 | 83    |
| neXGam          | Sega Dreamcast | 2002 | 80    |
| PSM             | PlayStation    | 2000 | 70    |
| Joypad          | Sega Dreamcast | 2000 | 70    |
| Gameplanet      | Sega Dreamcast | 2000 | 60    |
| All Game Guide  | Sega Dreamcast | 1999 | 60    |
| Jeuxvideo.com   | Sega Dreamcast | 2000 | 50    |
| GameSpot        | Nintendo 64    | 1999 | 43    |
| Power Unlimited | Sega Dreamcast | 2000 | 40    |
| GameSpot        | PlayStation    | 2000 | 39    |